# Idaea lateritica
Idaea lateritica là một loài bướm đêm trong họ Geometridae.